# Michael J. Anderson
Michael John Anderson (Denver, 31 ottobre 1953) è un attore statunitense.
È principalmente noto per la sua interpretazione del Nano (Man from Another Place) nella serie televisiva I segreti di Twin Peaks.

## Biografia
Fin dalla nascita affetto da osteogenesi imperfetta, all'età di 20 anni è stato protagonista di un documentario di trenta minuti intitolato Little man diretto da Norris J. Chumley. In gioventù ha formato il gruppo musicale Wayward Gene and the Natural Selection con cui suonava nei locali. Ha anche lavorato per la NASA come esperto di computer.

## Carriera cinematografica
Anderson è apparso in alcune puntate chiave de I segreti di Twin Peaks interpretando un nano che vive nella Loggia nera e che parla in modo strano. Il personaggio appare per la prima volta in un criptico sogno dell'agente dell'FBI Dale Cooper circa la morte di Laura Palmer.
Anderson ha interpretato, sempre con David Lynch, un enigmatico personaggio nel film Mulholland Drive. Dal 2003 al 2005 ha interpretato il ruolo di Samson Leonhart nella serie Carnivàle. Tra le sue tante apparizioni sono da annoverare un ruolo nell'episodio Strane ferite della serie X-Files, il personaggio di Rumpelstiltskin nell'episodio Sogni pericolosi della serie Star Trek: Deep Space Nine e varie apparizioni nell'ottava stagione della serie Streghe.

## Filmografia parziale

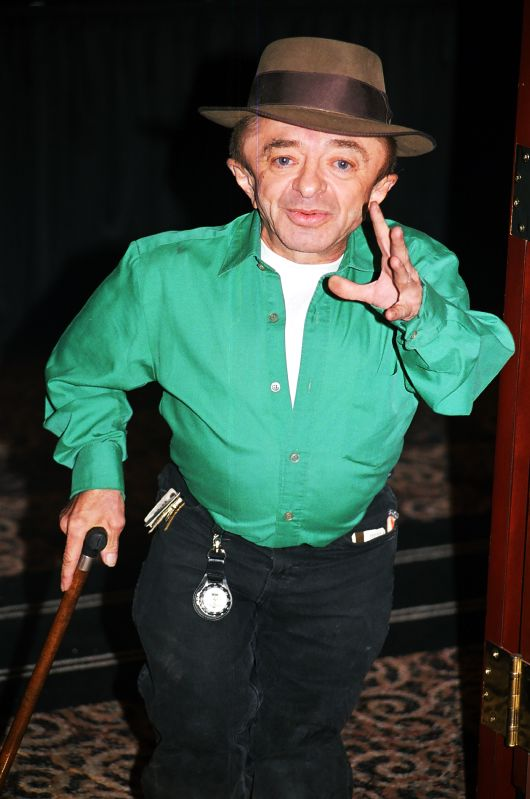
Michael J. Anderson a CarneyCon, 2006

### Cinema
- Buddies, regia di Arch Nicholson (1983)
- Il puledro (The Great Land of Small), regia di Vojtech Jasný (1987)
- Suffering Bastards, regia di Bernard McWilliams (1989)
- No Such Thing As Gravity, regia di Alyce Wittenstein (1989)
- Whatever Happened to Mason Reese, regia di Brett Ratner - cortometraggio (1990)
- Aiuto! Mi sono persa a New York (Mannequin: On the Move), regia di Stewart Raffill (1991)
- Fuoco cammina con me (Twin Peaks: Fire Walk with Me), regia di David Lynch (1992)
- Night Trap - Nel cuore del maligno (Night Trap), regia di David A. Prior (1993)
- Murder Too Sweet, regia di Marcy Hedy Lynn (1994)
- Street Gun, regia di Travis Milloy (1996)
- Club Vampire, regia di Andy Ruben (1998)
- Minimum Wage, regia di B. Scott O'Malley (1999)
- Warriors of Virtue, regia di Ronny Yu (1997)
- Mulholland Drive, regia di David Lynch (2001)
- Sticky Fingers, regia di Douglas Jones - cortometraggio (2003)
- Tiptoes, regia di Matthew Bright (2003)
- Big time, regia di Geofrey Hildrew (2004)

### Televisione
- Industrial Symphony No. 1: The Dream of the Brokenhearted, regia di David Lynch - opera teatrale musicale (1990)
- I segreti di Twin Peaks (Twin Peaks) - serie TV, 4 episodi (1990-91)
- Fools Fire, regia di Julie Taymor - film TV (1992)
- La Famiglia Brock (Picket Fences) - serie TV, episodio 1x03 (1992)
- Star Trek: Deep Space Nine - serie TV, episodio 1x16 (1993)
- X-Files (The X-Files) - serie TV, episodio 2x20 (1995)
- Maggie - serie TV (1998)
- Tha Phantom Eye - miniserie TV (1999)
- Port Charles - serie TV (1999)
- Black Scorpion - serie TV, episodio 1x08 (2001)
- La vera storia di Biancaneve (Snow White), regia di Caroline Thompson - film TV (2001)
- Carnivàle - serie TV, 24 episodi (2003)
- Streghe (Charmed) - serie TV, episodi 8x13 e 8x20 (2006)
- Cold Case - Delitti irrisolti (Cold Case) - serie TV, episodi 7x14 (2010)
- Scooby-Doo - Mystery, Inc. - cartone animato, episodio 2x20 (2013)

## Doppiatori italiani
Nelle versioni in italiano delle opere in cui ha recitato, Michael J. Anderson è stato doppiato da:
- Vittorio Amandola ne I segreti di Twin Peaks, Twin Peaks - Fuoco cammina con me
- Mino Caprio in X-Files, Tiptoes
- Mario Milita in Star Trek: Deep Space Nine
- Fabrizio Vidale in La vera storia di Biancaneve
- Carlo Reali in Carnivàle
- Pieraldo Ferrante in Streghe

Da doppiatore è sostituito da:
- Alberto Bognanni in Scooby-Doo - Mystery, Inc.
- Manfredi Aliquò in Adventure Time